# Jiří Winter Neprakta
Jiří Winter Neprakta (Csehszlovákia, Prága, 1924. július 12. – Prága, 2011. október 30.) cseh karikaturista, humorista, képzőművész. Több mint 35 000 karikatúra alkotója.

## Pályafutása
Ifjúkorában a reálgimnázium elvégzése után a prágai iparművészeti iskolát látogatta. A második világháború utáni években a Károly Egyetem természettudományi karának hallgatója volt, de tanulmányait nem fejezte be. Művészi pályafutása 1948-ban kezdődött. Hosszú éveken keresztül Bedřich Kopecný szerzőtársaként tevékenykedett. Később Miloslav Švandrlík cseh író és humorista szerzőtársaként a Dikobraz című szatirikus hetilap kiemelkedő munkatársai voltak.

## Fordítás
- Ez a szócikk részben vagy egészben a Jiří Winter Neprakta című cseh Wikipédia-szócikk ezen változatának fordításán alapul.  Az eredeti cikk szerkesztőit annak laptörténete sorolja fel. Ez a jelzés csupán a megfogalmazás eredetét és a szerzői jogokat jelzi, nem szolgál a cikkben szereplő információk forrásmegjelöléseként.